# Acarospora rouxii
Acarospora rouxii är en lavart som beskrevs av K. Knudsen, Elix & Reeb. Acarospora rouxii ingår i släktet Acarospora och familjen Acarosporaceae.   Inga underarter finns listade i Catalogue of Life.